# 卡拉马 (华盛顿州)
卡拉马（英文：Kalama），是美国华盛顿州考利茨县下属的一座城市。卡拉马是「長景市都會統計區」的一部分。根据2000年美国人口普查，该市有人口1,783人。根据2010年美国人口普查，该市有人口2,344人。而2011年估计该市有2,346人。

## 外部連結
- （英文） 塔科馬渡輪照片（页面存档备份，存于）
- （英文） 卡拉马學區